# Barry Corbin

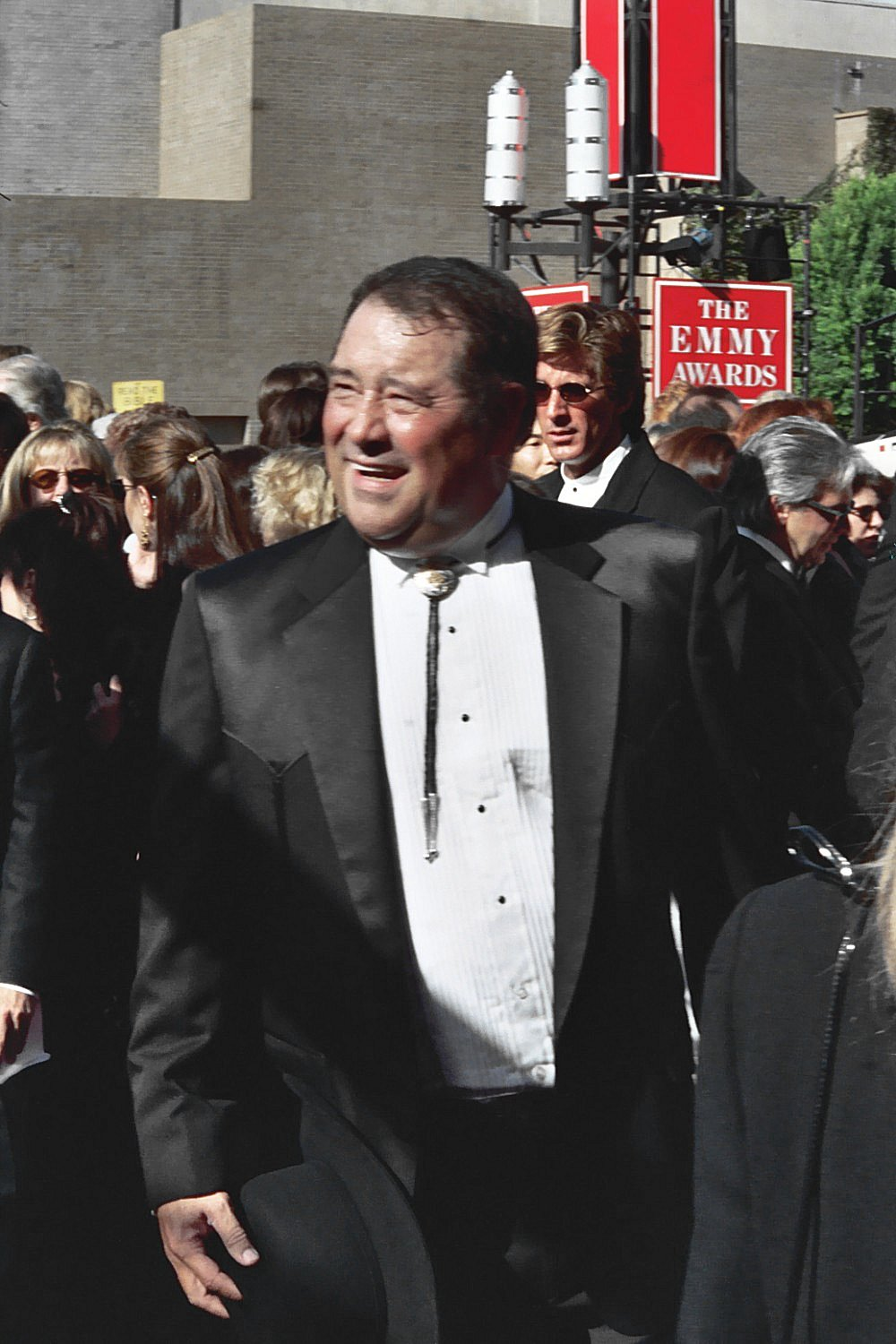
Barry Corbin en la alfombra roja de los premios Emmy (1 de septiembre de 1994).

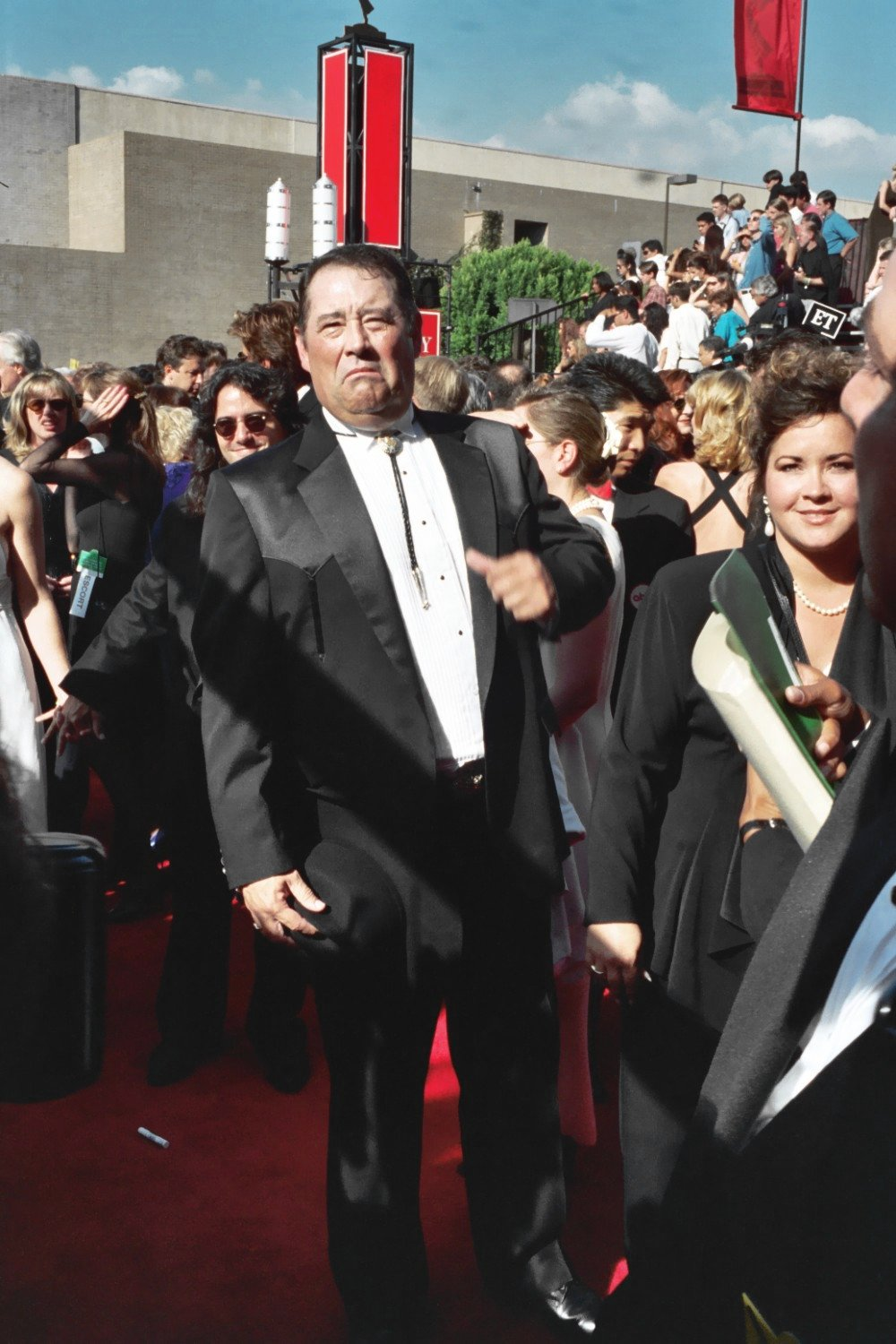
Barry Corbin en la alfombra roja de los premios Emmy de 1993.

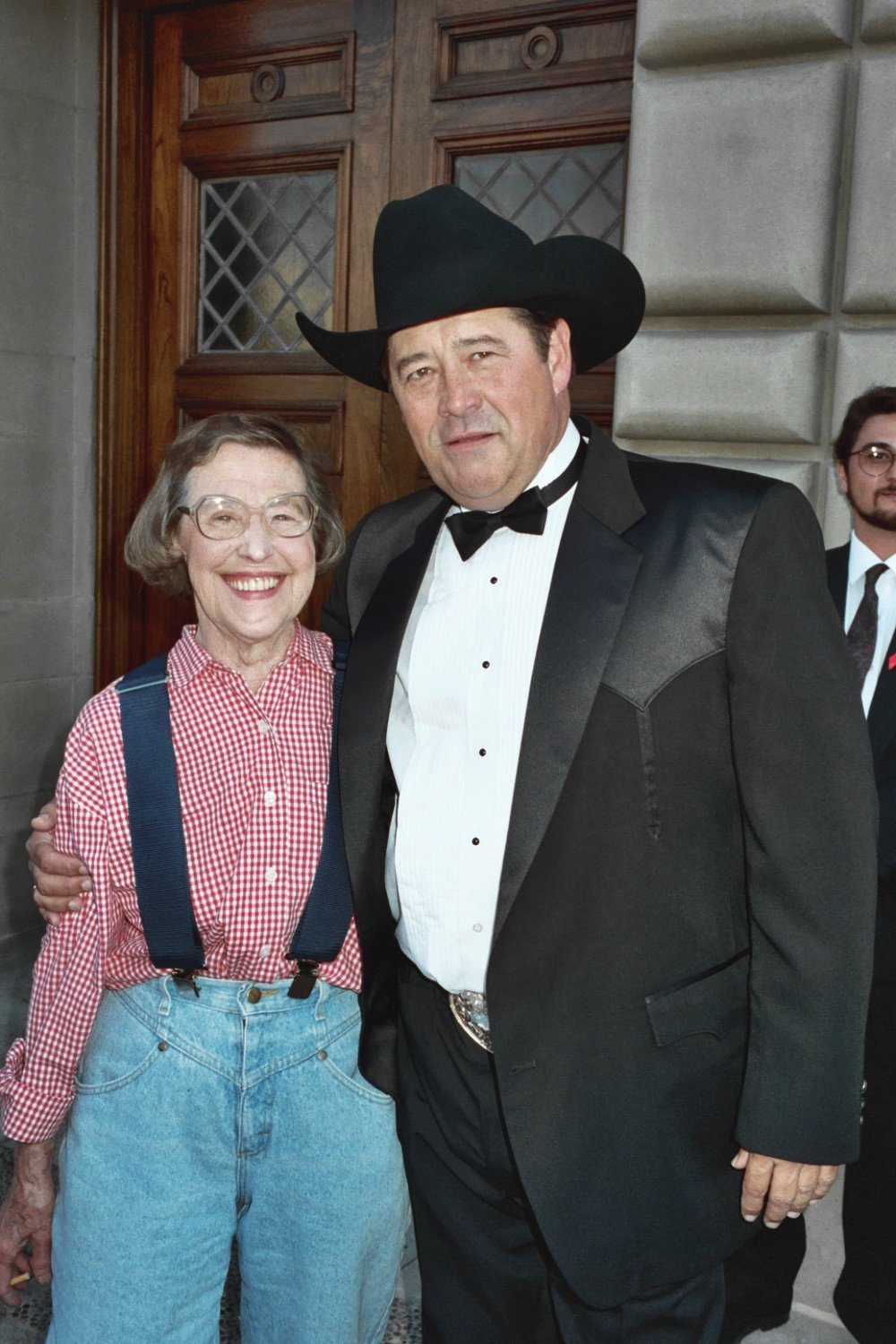
Barry Corbin con Peg Phillips en la alfombra roja de los premios Emmy de 1993. Fotografía de Alan Light.

Leonard Barrie Corbin (Lamesa; 16 de octubre de 1940), conocido como Barry Corbin, es un actor estadounidense con más de cien películas de cine, series de televisión y videojuegos.

## Inicios
Corbin nació en el poblado de Lamesa, al sur de la ciudad de Lubbock, al oeste de Texas. Es el hijo del Alma LaMerle Scott (1918-1994), maestra, y Kilmer Blaine Corbin, Sr. (1919-1993), director de escuela, juez y miembro demócrata del Senado de Texas por dos períodos, entre 1949 y 1957.
Corbin recibió su segundo nombre Barrie por el escritor J. M. Barrie, cuyos libros su madre amaba.
Jugó al fútbol brevemente en el octavo grado, pero pronto se centró en las artes, incluyendo clases de actuación y ballet.
Se graduó en la escuela secundaria Monterrey.
Corbin estudió artes teatrales en la Universidad Tecnológica de Texas, en la ciudad de Lubbock. A los 21 años se unió a la Marina de los Estados Unidos, donde estuvo dos años, y luego regresó a la universidad Tech.

## Carrera
En los años sesenta, Corbin comenzó su carrera como actor de obras de Shakespeare, pero hoy en día es más probable verlo en el papel del comisario local, de un líder militar, o de alguna otra figura de autoridad, aunque en ocasiones ha retratado con eficacia villanos asesinos. Para los aficionados al cine, que es bien recordado como el general Beringer en Juegos de guerra, como Bob Davis, el tío de John Travolta en Urban Cowboy, como el coprotagonista (junto a Clint Eastwood) de Any Which Way You Can, o como Roscoe Brown, el comisario torpe en el aclamado western Lonesome Dove.
De 1979 hasta 1984, apareció en varios episodios de la serie Dallas como el comisario Fenton Washburn. En 1983, Corbin coprotagonizó la famosa miniserie de televisión The Thorn Birds. De 1990 a 1995, Corbin retrató al exastronauta Maurice Minnifield en la serie de televisión Northern Exposure, por la que recibió una nominación al premio Emmy.
En los años noventa perdió casi todo su cabello debido a una enfermedad llamada alopecia areata; desde entonces aparece frecuentemente con la cabeza rapada o con sombrero.
En 1994, Corbin narró el aclamado documental Moonshot, que cuenta la historia de la carrera espacial en los años sesenta desde el punto de vista en primera persona del astronauta Deke Slayton, de la nave Mercurio Siete. En 2007, interpretó el personaje de Clay Johnson, padre del jefe adjunto Brenda Leigh Johnson en la serie de Closer.

## Vida personal
Dedica gran parte de su tiempo libre a montar a caballo y a cuidar el ganado en su pequeño rancho cerca de la ciudad de Fort Worth (Texas). Durante muchos años ha ofrecido voluntariamente su tiempo a la filantropía, y fue portavoz de la Fundación Nacional de Alopecia Areata.
En 2006 participó en el centenario de Lubbock. Corbin es un ávido entusiasta de la equitación.
Corbin vive en el rancho con su hija, Shannon Ross (nacida en 1965) y con sus nietos. Shannon fue adoptada como bebé; su madre biológica, que tuvo un romance con Corbin, entregó a la niña a través de la Misión Inicio Metodista de San Antonio, sin haberle contado a Corbin sobre el embarazo. Corbin encontró a Shannon en junio de 1991, cuando ella tenía veintiséis años. Corbin tiene otros tres hijos:
Bernard (nacido en 1970), Jim (nacido en 1979) y Christopher (nacido en 1982). Él y su segunda esposa, Susan Berger, se divorciaron en 1992.

## Filmografía

### Cine
- The Ballad of Gregorio Cortez
- Beer for My Horses
- Firefighter
- In the Valley of Elah
- 2007: Trail End, como Hank
- No Country for Old Men
- The Hot Spot
- Held Up
- Not Since You
- Career Opportunities
- Who's Harry Crumb?
- Permanent Record
- 1980: Any Which Way You Can, como Fat Zack
- 1980: Urban Cowboy, como Bob Davis
- Nothing in Common
- Bitter Harvest
- 1983: Juegos de guerra, como el general Beringer
- 1983: Travis McGee (película de televisión), como el comisario Hack Ames
- Stir Crazy
- The Best Little Whorehouse in Texas
- Critters 2: The Main Course
- 1982: Six Pack, como el comisario
- 1985: My Science Project
- 1987: LBJ: The Early Years (película de televisión), como el juez Alvin J. Wirtz
- It Takes Two
- 1988: Man Against the Mob (película de televisión), como Big Mac McCleary
- Moon Shot, como el narrador.
- 1990: Ghost Dad, como el Sr. Emery Collins
- 1991: The chase (película de televisión), como Wallis
- 1991: Conagher (película de televisión).
- 1996: Solo
- 2001: Crossfire Trail (película de televisión), como el comisario Walter Moncrief
- Ben 10: Alien Swarm
- 2002: Clover Bend
- 2003: Monte Walsh (película de televisión), como Bob the Storekeeper
- The Grand
- The Dukes of Hazzard
- The Homesman
- 2005: River's End, como el comisario Buster Watkins
- Beautiful Dreamer
- 2007: The Grand, como Jimminy Lucky Faro
- 2009: Feed the Fish, como Axel Andersen
- 2009: Wyvern (película de televisión), como Hass
- 2009: That Evening Sun, como Thurl Chessor
- 2014: Planes: Fire & Rescue, como Ol' Jammer (voz).
- 2014: Dawn of the Crescent Moon, como Cyrus
- 2023: Los asesinos de la luna como Turton

### Televisión
- Man Against the Mob
- Celebrity Poker Showdown
- 1978: Dallas, como el comisario Fenton Washburn
- 1990-1995: Northern Exposure, como 110 episodios, como Maurice J. Minnifield / Mace Mobrey
- 2003: One Tree Hill, como el entrenador Whitey Durham
- 1981: This House Possessed, como el teniente Fletcher
- The A-Team, como Kinkaid
- Lonesome Dove miniseries, como Roscoe Brown
- The Thorn Birds miniseries
- 1987: Matlock, como el coronel Steven McRea
- 1988: Pánico en el lago, como Malcolm Bryce
- 1995: Life with Louie, como el tío Sammy (voz).
- 1996: Ellen "A Penney Saved...", como Jack
- M* A* S* H, como el sargento Joe Vickers
- 1996-1997: The Big Easy, C. D. LeBlanc
- Murder She Wrote
- Flight 90: Disaster on the Potomac (película de televisión), como Burt Hamilton
- 1999: Walker, Texas Ranger, episodio «Widow Maker», como Ben Crowder
- 1999: Chicken Soup for the Soul, como el médico
- 1997: Columbo, como Clifford Calvert
- Understanding, como narrador del episodio «Traffic»
- Spin City, como Peter Noland
- The Closer, como Clay Johnson
- 1998: The Closer, como Angus Clayton
- 1998: The Magnificent Seven, como Wickes
- King of the Hill, como jefe de bomberos
- Psych, como Bamford
- The Drew Carey Show, como Mr. Pfeifer
- Hidden Places (película de Hallmark), como el comisario
- The Unit, como Carson
- Hope Ranch (película de televisión), como Shorty
- Reba, como J. V. McKinney
- Modern Family, como Merle Tucker
- 2012-2014: Anger Management, como Ed
- Ghoul (película de televisión).
- 2012: The Looney Tunes Show, episodio "A Christmas Carol", como Santa Claus (voz).
- 2012-2013: Suit Up, como 16 episodios, como Dick Devereaux
- 2012: Dallas, como el abogado de J. R. Ewing.
- 2012: Dallas, como ejecutor
- 2015: Blood & Oil, como Clifton Lundegren
- 1982: Hart to Hart- Hart, Line, and Sinker, el comisario Bud Williams
- 2016-2020: Netflix's The Ranch, como el veterinario Dale.
- 2020: Better Call Saul, Everett Acker
- 2020: 911 Texas,  Stuart Ryder

### Juegos de computadora
- Command & Conquer: Red Alert como el general Ben Carville
- Tex Murphy: The Pandora Directive como Jackson Cross.